# 大数仮説

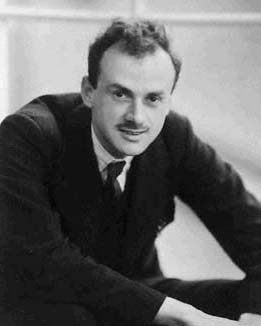
ポール・ディラック

大数仮説（たいすうかせつ、large numbers hypothesis）は、宇宙物理学における仮説の1つで、基礎物理定数から求められる無次元数に10の40乗(またはその2乗)という値が現れることを根拠に、物理定数の値が時間発展に従って変化する可能性があることを主張するものである。ディラックの大数仮説とも呼ばれる。
ポール・ディラックは1937年、以下のように幾つかの基礎的な物理定数から求められる無次元数に10の40乗(またはその2乗)という値が現れることに気づいた。
- 陽子-電子間の電磁気力と重力の強さの比（基本相互作用を参照）
- 宇宙の年齢と光が陽子の半径を進む時間の比
- 宇宙に存在する陽子と中性子の数

これに対してディラックは、これらは偶然成り立っているのではなく、何らかの必然によって常に成り立っていると考えた。
この仮説が正しい場合は、物理定数も宇宙誕生以降、時間の経過とともに変化してきている、ということになる。今までのところ、肯定あるいは否定する根拠や、関連する他の仮説などもなく、活発な議論は見られない。
なお、日本語での名前は似ているが、大数の法則とは無関係である。